# いい医療の日
いい医療の日（いいいりょうのひ）は、2017年（平成29年）に、日本医師会によって制定された記念日。11月1日。日本医師会が、設立記念日と「いい（11）医（1）療」の語呂合わせから、11月1日を「いい医療の日」に制定することを提案し、2017年6月14日に一般社団法人日本記念日協会によって登録された。

## 概要
より良い医療のあり方について、国民と医師が共に考えながら、更なる国民医療の向上に寄与していくことを目的に、設立記念日である11月1日を語呂合わせにより「いい（11）医（1）療の日」として、2017年に日本医師会が制定した。
この日をきっかけとして、ご自身のみならず、ご家族の健康について考えてもらいたいとの思いが込められている。
2019年には、「いい医療の日」をより多くの方に知ってもらうため、ロゴマークが公募により決定された。ロゴマークには、穏やかな表情の人（国民）と、それに寄り添う人（医師）を表現し、寄り添う人はハートを模しており、「医療」「安心」「温かさ」といった意味が込められている。